# 陳煒
陳煒（英語：Alice Chan Wai；1973年11月21日—），香港女演員及主持，1996年奪得《亞洲小姐競選》冠軍並於亞洲電視出道，後成為亞視花旦；2012年復出正式加盟無綫電視，現為無綫經理人合約女藝人。她於2018年憑劇集《宫心计2深宫计》「太平公主」一角在《萬千星輝頒獎典禮2018》獲得「最受歡迎電視女角色」獎。

## 簡歷

### 早年生活
陳煒生於北京，祖籍廣東普寧，有一個較她年長十歲的胞姊，父親是越南華僑。她一岁半時随父母移民香港，其後于元朗區（元朗廣場一帶）以及屯門（井財街）長大。早年就讀元朗信義會生命幼稚園，後入讀元朗商會小學。在中學時代先後就讀元朗商會中學、洪水橋柏雨中學及仁愛堂陳黃淑芳紀念中學。而在考畢香港中學會考後，她報讀珠海書院的會計課程，但讀到二年級時就便放棄學業去參加《1996年亞洲小姐競選》。

### 演藝生涯
1996年，陳煒以22歲之齡參選亞洲電視舉辦的亞洲小姐競選，以大熱姿態獲得冠軍後隨即被亞視力捧，與萬綺雯、田蕊妮及楊恭如等同為亞視力捧的對象。卸任亞姐後接拍首部電視劇《雪花神劍》飾演「陳玄霜」，與楊恭如一同擔任女主角。其後再在劇集《屋企有個肥大佬》擔任女主角飾演「朱文慧」，並與鄭則仕合作。短短幾年，陳煒迅速成為亞視花旦。其後在電視劇《英雄廣東十虎》、《美麗傳說》及《縱橫天下》等劇均擔任女主角，因此奠定其亞視花旦的地位。因其樣貌酷似巨星梅艷芳，而在劇集《美麗傳說2星願》及內地劇《梅艷芳菲》中飾演「梅艷芳」的原型。
2005年，陳煒開始往中國大陸發展，於內地劇《梅艷芳菲》的演出為大陸觀眾所熟悉，被網民冠稱「翻版梅艷芳」。2008年參演王晶監製的電視劇《仁者黃飛鴻》後，與商人顏志行結婚而宣布息影，此劇是她在中國大陸的暫別作。同時因亞視已多年沒有製作開劇，陳煒最終決定離開亞洲電視，結束與亞洲電視12年之賓主關係，因此《美麗傳說2星願》為其在亞洲電視的告別作，離巢前曾表示如果亞視不是沒有製作，她是不會離開的。
2012年，闊別影視圈四年的陳煒揚言戲癮復發而宣佈復出娛樂圈，並經昔日亞視藝員兼好友江美儀的引薦，加盟無綫電視（TVB），成為無綫電視旗下經理人合約女藝員。
2013年，陳煒在無綫電視的首部劇集《法網狙擊》播出。她首度飾演反派角色「龐鐵心」，在劇中與郭政鴻的激情吻戲引起觀眾關注，其後在劇集《神鎗狙擊》再度飾演惡女人「丁巧」。同年7月，正式踏入40歲之齡的陳煒被雪纖瘦集團（The Beauty）邀請拍攝纖體美容廣告，並獲網民封為「美魔女」。
2015年，她參演了兩部台慶劇，於《東坡家事》飾演潑婦河東獅「柳月娥」，與昔日亞視花旦兼好友萬綺雯合作。同年在《梟雄》飾演黑幫大家姐「姚桂生」，並憑此劇首度入圍《萬千星輝頒獎典禮2015》「最佳女主角」及「最受歡迎電視女角色」最後五強，並在《星和無綫電視大獎2016》獲得「我最愛TVB電視女角色」獎。
2016年，她在劇集《火線下的江湖大佬》飾演「蘇佑琳」，是其繼亞視電視劇《屋企有個肥大佬》後再次與鄭則仕合作。她憑此劇在《萬千星輝頒獎典禮2016》再度入圍「最佳女主角」及「最受歡迎電視女角色」。同年，陳煒亦開拍入行以來首個飲食節目《煒哥的味道》。
2017年，陳煒參演了兩部劇集《我瞞結婚了》及《使徒行者2》，並憑《使徒行者2》「姚姍姍」入圍《萬千星輝頒獎典禮2017》「最佳女配角」。
2018年，她主演劇集《果欄中的江湖大嫂》及《宮心計2深宮計》，並憑《宮心計2深宮計》「太平公主」奪得《萬千星輝頒獎典禮2018》「最受歡迎電視女角色」獎，同時入圍「最佳女主角」最後五強、「新加坡最喜愛TVB女主角」及「馬來西亞最喜愛TVB女主角」。
2019年，陳煒在劇集《好日子》飾演「卞慧晶」，並入圍《萬千星輝頒獎典禮2019》「最佳女主角」。同年參演歌影雙后楊千嬅領銜主演的台慶劇《多功能老婆》，飾演不婚女強人「萬風華」，並入圍《萬千星輝頒獎典禮2019》「最受歡迎電視女角色」。
2020年，她在劇集《法證先鋒IV》飾演法證部科學鑑證主任「水慧明（Queen）」，在拍攝此劇時需背誦大量化學名詞和學習使用實驗室儀器，期間更創下連續48小時廠景的拍攝紀錄。她亦憑此劇入圍《萬千星輝頒獎典禮2020》「最佳女主角」、「最受歡迎電視女角色」及「馬來西亞最喜愛TVB女主角」。
2021年，陳煒於劇集《刑偵日記》飾演姜皓文的妻子「梁日思」，與惠英紅有不少對手戲，並憑此劇入圍《萬千星輝頒獎典禮2021》「最佳女配角」最後十強。
2022年，陳煒有三部主演的劇集播出。5月，她在劇集《雙生陌生人》飾演事務律師「利梓楹（Flora）」，與視帝馬德鐘合作。7月，她在慶祝香港回歸25年的劇集《回歸》飾演「鄧麗娟」，與三屆視帝郭晉安飾演離婚夫婦。9月，她在劇集《黯夜守護者》飾演重案組警署警長「方梓翹（CK、Madam Fong）」，與視帝陳展鵬合作。同年年尾，陳煒憑《回歸》「鄧麗娟」入圍《萬千星輝頒獎典禮2022》「最佳女主角」最後五強及「馬來西亞最喜愛TVB女主角」最後十強。

### 感情生活
2008年，陳煒與比她年小三年的台灣商人顏志行結婚，2012年離婚。她於2018在拍畢劇集《福爾摩師奶》就收了她劇中的兒子歐陽敬賢為她的乾兒子。2019年7月，有消息稱她在峇里一家五星級酒店的醫學研討會上與一名任職醫生男子手牽手，狀甚甜蜜。陳煒回應傳媒查詢時大方承認戀情，指男友名為陳國強醫生（Dr. Aldous Chan）。陳國強與藝人黃智賢於香港中環開設醫學美容中心。她于2021年11月22日在社交媒体宣布与陈国强结婚，並於2022年9月26日於半島酒店Garden Suite舉行婚宴。

## 演出作品

### 電視劇（亞洲電視）
| 年份   | 劇名                                          | 角色              |
| 1997年 | 《雪花神劍》                                  | 陳玄霜            |
| 1997年 | 《等著你回來》                                | 冷 翠             |
| 1997年 | 《97變色龍》                                  | D 嫂              |
| 1997年 | 《屋企有個肥大佬》                            | 朱文慧（Joey）    |
| 1998年 | 《非常女警》                                  | 周美儀（Jackie）  |
| 1998年 | 《我和殭屍有個約會》                          | 妙善上師／觀 音   |
| 1999年 | 《英雄之廣東十虎》 插曲：《冬天只會更冷》主唱 | 冬 至             |
| 1999年 | 《海瑞鬥嚴嵩》                                | 楊小冬            |
| 2000年 | 《世紀之戰》                                  | 程希文            |
| 2000年 | 《美麗傳說》                                  | 陳可人（Pauline） |
| 2001年 | 《俠骨仁心》                                  | 葉芷恩（Grace）   |
| 2001年 | 《縱橫天下》                                  | 游 瑩             |
| 2001年 | 《非常好警》                                  | 郭婉容            |
| 2002年 | 《有求必應》                                  | 馬利亞            |
| 2002年 | 《搶槓夫妻》                                  | 蕭姿芳            |
| 2003年 | 《萬家燈火》                                  | 牛天恩            |
| 2004年 | 《我和殭屍有個約會III之永恆國度》             | 瑤池聖母／瑤 瓊   |
| 2004年 | 《媽媽我真的愛你》                            | 何以娟            |
| 2004年 | 《子是故人來》                                | 金 蘭／洪 玲      |
| 2004年 | 《侠胆醫神》 插曲：《友一點愛》與金沛晟合唱   | 楊翩翩            |
| 2005年 | 《美麗傳說2星願》                             | 雷劍芳            |

### 電視劇（中國大陸）
| 年份   | 劇名                             | 角色                    |
| 2006年 | 《梅艷芳菲》                     | 方妍梅                  |
| 2006年 | 《大清後宮》                     | 博爾濟吉特·景珍（靜妃） |
| 2007年 | 《A計劃》 亞視名為：《盜海奇兵》 | 柳如煙（柳姐）          |
| 2008年 | 《仁者黃飛鴻》                   | 方芷樺                  |
| 2014年 | 《宮鎖連城》                     | 宋麗娘（客串）          |

### 電視劇（無綫電視）
| 年份   | 劇名                  | 角色                     |
| 2012年 | 《法網狙擊》          | 龐鐵心                   |
| 2013年 | 《金枝慾孽貳》        | 郭婉清                   |
| 2013年 | 《神鎗狙擊》          | 丁 巧                    |
| 2014年 | 《廉政行動2014》      | 葉美蘭                   |
| 2014年 | 《醋娘子》            | 錢 霜                    |
| 2015年 | 《東坡家事》          | 柳月娥（河東獅）         |
| 2015年 | 《梟雄》              | 姚桂生（桂生姐）         |
| 2015年 | 《實習天使》          | 卓芷君（Defea）          |
| 2016年 | 《火線下的江湖大佬》  | 蘇佑琳（冧姐、傻冧）     |
| 2016年 | 《超能老豆》          | 諸麗仙（Judy）           |
| 2016年 | 《幕後玩家》          | 顧成勳（Selina）         |
| 2017年 | 《我瞞結婚了》        | 施露嘉（Carol）          |
| 2017年 | 《使徒行者2》         | 姚姍姍                   |
| 2018年 | 《果欄中的江湖大嫂》  | 李夢露（Barbara、大巴）  |
| 2018年 | 《宮心計2深宮計》     | 太平公主                 |
| 2019年 | 《福爾摩師奶》        | 鮑妹娣（妹姐）           |
| 2019年 | 《好日子》            | 卞慧晶（Miss Bin）       |
| 2019年 | 《多功能老婆》        | 萬風華（Joanna）         |
| 2020年 | 《愛·回家之開心速遞》 | 連娜娟（娟姐、Angelina） |
| 2020年 | 《法證先鋒IV》        | 水慧明（Queen、Queen姐） |
| 2021年 | 《刑偵日記》          | 梁日思                   |
| 2021年 | 《青春本我》          | Gigi母                   |
| 2022年 | 《雙生陌生人》        | 利梓楹（Flora）          |
| 2022年 | 《回歸》              | 鄧麗娟（娟姐）           |
| 2022年 | 《黯夜守護者》        | 方梓翹（CK、Madam Fong） |
| 未播映 | 《非常檢控觀》        | 王頌星（王大狀）         |
| 未播映 | 《非份之罪》          |                          |
| 未播映 | 《巨塔之》            | 方欣                     |
| 未播映 | 《正義女神》          | 高淑樺                   |
| 未播映 | 《璀璨之城》          |                          |

### 電視劇（邵氏兄弟）
| 年份   | 劇名               | 角色   |
| 2022年 | 《飛虎之壯志英雄》 | 柯芷倩 |

### 電影
| 年份   | 電影名稱                       | 角色                 |
| 1997年 | 《蘭桂坊7公主》                | Porsche              |
| 1999年 | 《炭燒凶咒》                   | 森女                 |
| 2000年 | 《火遮眼》                     | Eva                  |
| 2000年 | 《山村老屍2色之惡鬼》          | 花生                 |
| 2000年 | 《手機凶靈》                   |                      |
| 2000年 | 《生化特警之喪屍任務》         | Bell                 |
| 2000年 | 《亡命之逃》                   | Ruby                 |
| 2001年 | 《一代巨星》                   | 方艷梅（梅艷芳）     |
| 2001年 | 《慾望之城》                   | 啞女                 |
| 2004年 | 《新古惑仔之地獄龍》           | Eva                  |
| 2006年 | 《提防老千》                   | 羅拉                 |
| 2007年 | 《美女食神》                   | 司儀                 |
| 2014年 | 《3D冰封俠：重生之門》         | 老人院陳院長         |
| 2016年 | 《刑警兄弟》又名：《神獸巴打》 | 投訴科警察           |
| 2019年 | 《墮落花》                     | 洪君涵（Madam Hung） |
| 2020年 | 《婚姻的童話？》               | 詠宜                 |
| 2022年 | 《邊緣行者》                   | 羅宗倫妻             |
| 2023年 | 《無間一戰》                   | 劉卓姿（Jessie）     |

### 電台節目
- 2012年：商業電台《大龍鳳》
- 2015年12月13日：香港電台第一台《舊日的足跡》- 專訪嘉賓

### 音樂錄像
- 2008年：高皓正《瞓身》[26]
- 2011年：陳啟泰《Baby Baby》[27]
- 2022年：炎明熹《複雜》[28]

## 獎項記錄

### 獲得獎項
| 年份   | 頒獎典禮                         | 獎項                   | 劇集              | 角色     | 結果 |
| 1996年 | 《亞洲小姐競選》                 | 冠軍                   | 不適用            | 不適用   | 獲獎 |
| 2016年 | 《星和無綫電視大獎2016》         | 我最愛TVB電視女角色    | 《梟雄》          | 姚桂生   | 獲獎 |
| 2018年 | 《萬千星輝頒獎典禮2018》         | 最受歡迎電視女角色     | 《宮心計2深宮計》 | 太平公主 | 獲獎 |
| 2018年 | 《Elite awards星級企業大獎2018》 | 星級網絡紅人大獎       | 不適用            | 不適用   | 獲獎 |
| 2019年 | 《2019亞洲最具影響力盛典》       | 最具影響力電視劇女演員 | 不適用            | 不適用   | 獲獎 |

### 其他提名
| 年份   | 頒獎機構                 | 獎項                         | 作品                 | 角色     | 結果       |
| ------ | ------------------------ | ---------------------------- | -------------------- | -------- | ---------- |
| 2015年 | 《萬千星輝頒獎典禮2015》 | 最佳女主角                   | 《梟雄》             | 姚桂生   | 提名       |
| 2015年 | 《萬千星輝頒獎典禮2015》 | 最受歡迎電視女角色           | 《梟雄》             | 姚桂生   | 最後五強   |
| 2016年 | 《星和無綫電視大獎2016》 | 我最愛TVB女配角              | 《梟雄》             | 姚桂生   | 提名       |
| 2016年 | 《萬千星輝頒獎典禮2016》 | 最佳女主角                   | 《火線下的江湖大佬》 | 蘇佑琳   | 提名       |
| 2016年 | 《萬千星輝頒獎典禮2016》 | 最受歡迎電視女角色           | 《火線下的江湖大佬》 | 蘇佑琳   | 提名       |
| 2016年 | 《萬千星輝頒獎典禮2016》 | 最佳節目主持                 | 《煒哥的味道》       | 不適用   | 提名       |
| 2016年 | 《萬千星輝頒獎典禮2016》 | 最佳資訊節目                 | 《煒哥的味道》       | 不適用   | 提名       |
| 2017年 | 《萬千星輝頒獎典禮2017》 | 最佳女配角                   | 《使徒行者2》        | 姚姍姍   | 提名       |
| 2018年 | 《萬千星輝頒獎典禮2018》 | 新加坡最喜愛TVB女主角        | 《宮心計2深宮計》    | 太平公主 | 提名       |
| 2018年 | 《萬千星輝頒獎典禮2018》 | 馬來西亞最喜愛TVB女主角      | 《宮心計2深宮計》    | 太平公主 | 提名       |
| 2018年 | 《萬千星輝頒獎典禮2018》 | 最佳女主角                   | 《宮心計2深宮計》    | 太平公主 | 最後五強   |
| 2018年 | 《2018香港電視大獎》     | 女主角獎（劇集）             | 《宮心計2深宮計》    | 太平公主 | 得票第四名 |
| 2019年 | 《萬千星輝頒獎典禮2019》 | 最佳女主角                   | 《好日子》           | 卞慧晶   | 提名       |
| 2019年 | 《萬千星輝頒獎典禮2019》 | 最受歡迎電視女角色           | 《多功能老婆》       | 萬風華   | 提名       |
| 2020年 | 《萬千星輝頒獎典禮2020》 | 最佳女主角                   | 《法證先鋒IV》       | 水慧明   | 提名       |
| 2020年 | 《萬千星輝頒獎典禮2020》 | 最受歡迎電視女角色           | 《法證先鋒IV》       | 水慧明   | 提名       |
| 2020年 | 《萬千星輝頒獎典禮2020》 | 馬來西亞最喜愛TVB女主角      | 《法證先鋒IV》       | 水慧明   | 提名       |
| 2021年 | 《萬千星輝頒獎典禮2021》 | 最佳女配角                   | 《刑偵日記》         | 梁日思   | 最後十強   |
| 2022年 | 《萬千星輝頒獎典禮2022》 | 最佳女主角                   | 《回歸》             | 鄧麗娟   | 最後五強   |
| 2022年 | 《萬千星輝頒獎典禮2022》 | 最佳女主角                   | 《黯夜守護者》       | 方梓翹   | 提名       |
| 2022年 | 《萬千星輝頒獎典禮2022》 | 最受歡迎電視女角色           | 《回歸》             | 鄧麗娟   | 提名       |
| 2022年 | 《萬千星輝頒獎典禮2022》 | 最受歡迎電視女角色           | 《黯夜守護者》       | 方梓翹   | 提名       |
| 2022年 | 《萬千星輝頒獎典禮2022》 | 馬來西亞最喜愛TVB女主角      | 《回歸》             | 鄧麗娟   | 最後十強   |
| 2022年 | 《萬千星輝頒獎典禮2022》 | 馬來西亞最喜愛TVB女主角      | 《黯夜守護者》       | 方梓翹   | 提名       |
| 2022年 | 《萬千星輝頒獎典禮2022》 | 最受歡迎電視拍檔（與郭晉安） | 《回歸》             | 不適用   | 提名       |

## 外部連結
- 陳煒的Facebook專頁
- 陳煒的新浪微博
- 陳煒的Instagram帳戶
- 陳煒在香港影庫上的簡介
- 陳煒在豆瓣上的资料（简体中文）
- 陳煒在时光网上的簡介（简体中文）

| 前任： 楊恭如 | 亞洲小姐競選冠軍 1996年 | 繼任： 韓君婷 |